# Caminhos socioeconômicos compartilhados

Concentrações atmosféricas previstas de CO₂ para diferentes caminhos socioeconômicos compartilhados (SSPs) ao longo do século XXI (projetadas pelo MAGICC7, um modelo climático de complexidade simples/reduzida). Cada ponto de dados representa uma média de valores simulados gerados a partir de cinco modelos de avaliação integrados.

Os caminhos socioeconômicos compartilhados (em inglês: Shared Socioeconomic Pathways ou SSPs) são cenários de mudanças climáticas com projeção de mudanças socioeconômicas globais até 2100, conforme definido no Sexto Relatório de Avaliação do IPCC sobre mudança climática em 2021. Eles são usados para derivar cenários de emissões de gases de efeito estufa com diferentes políticas climáticas. Os SSPs fornecem narrativas que descrevem desenvolvimentos socioeconômicos alternativos. Esses enredos são uma descrição qualitativa da lógica que relaciona os elementos das narrativas entre si. Em termos de elementos quantitativos, eles fornecem dados que acompanham os cenários sobre a população nacional, a urbanização e o PIB (per capita). Os SSPs podem ser quantificados com vários Modelos de Avaliação Integrada (IAMs) para explorar possíveis caminhos futuros, tanto no que diz respeito aos caminhos socioeconômicos quanto aos climáticos.
Os cinco cenários são:
- SSP1: Sustentabilidade (“Seguindo o caminho verde”)
- SSP2: “Meio do caminho”
- SSP3: Rivalidade regional (“Um caminho rochoso”)
- SSP4: Desigualdade (“Um caminho dividido”)
- SSP5: Desenvolvimento movido a combustíveis fósseis (“Pegando a estrada”)[7]

Há também esforços em andamento para reduzir a escala dos caminhos socioeconômicos compartilhados europeus (SSPs) para os sistemas agrícolas e alimentares, combinados com os caminhos de concentrações representativas [en] (RCP) para cenários socioeconômicos e climáticos alternativos e específicos da região.

## Descrições dos SSPs

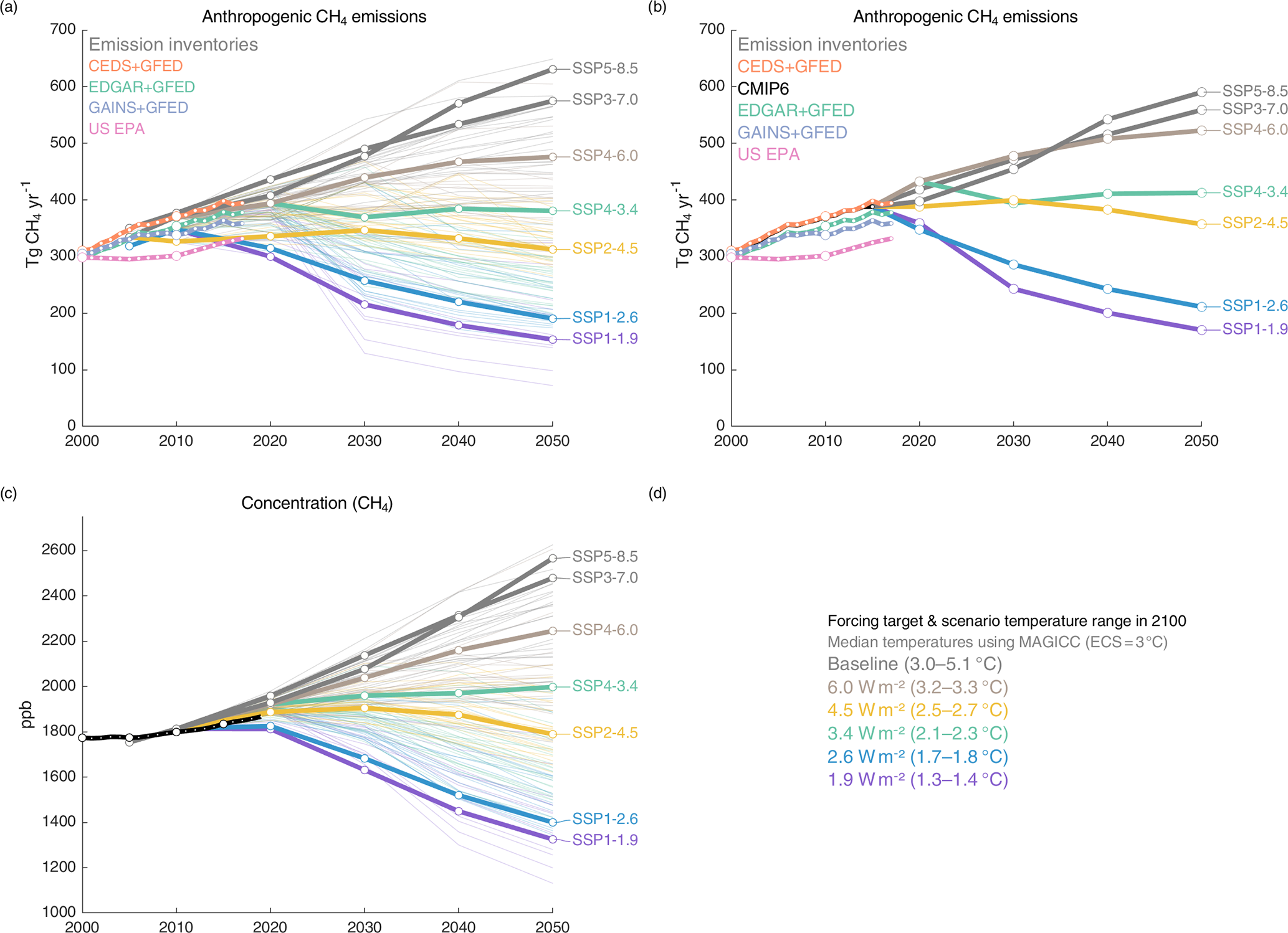
Projeções de emissões de metano para diferentes caminhos socioeconômicos compartilhados

SSPs mapeados no espaço de desafios para mitigação/adaptação

### SSP1: Sustentabilidade (Seguindo o caminho verde)
"O mundo está mudando gradualmente, mas de forma generalizada, para um caminho mais sustentável, enfatizando um desenvolvimento mais inclusivo que respeita os limites ambientais previstos. A gestão dos bens comuns globais melhora lentamente, os investimentos em educação e saúde aceleram a transição demográfica e a ênfase no crescimento econômico muda para uma ênfase mais ampla no bem-estar humano. Impulsionada por um compromisso cada vez maior de atingir as metas de desenvolvimento, a desigualdade é reduzida entre os países e dentro deles. O consumo é orientado para o baixo crescimento de materiais e menor intensidade de recursos e energia".

### SSP2: Meio do caminho
"O mundo segue um caminho no qual as tendências sociais, econômicas e tecnológicas não mudam muito em relação aos padrões históricos. O desenvolvimento e o crescimento da renda ocorrem de forma desigual, com alguns países fazendo um progresso relativamente bom, enquanto outros ficam aquém das expectativas. As instituições globais e nacionais trabalham para atingir as metas de desenvolvimento sustentável, mas avançam lentamente. Os sistemas ambientais sofrem degradação, embora haja algumas melhorias e, em geral, a intensidade do uso de recursos e energia diminua. O crescimento da população global é moderado e se estabiliza na segunda metade do século. A desigualdade de renda persiste ou melhora lentamente e os desafios para reduzir a vulnerabilidade às mudanças sociais e ambientais permanecem".

### SSP3: Rivalidade regional (Um caminho rochoso)
"O ressurgimento do nacionalismo, as preocupações com a competitividade e a segurança e os conflitos regionais levam os países a se concentrarem cada vez mais em questões domésticas ou, no máximo, regionais. Com o tempo, as políticas mudam e se tornam cada vez mais voltadas para questões de segurança nacional e regional. Os países se concentram em atingir metas de segurança energética e alimentar em suas próprias regiões, em detrimento de um desenvolvimento mais amplo. Os investimentos em educação e desenvolvimento tecnológico diminuem. O desenvolvimento econômico é lento, o consumo é intensivo em materiais e as desigualdades persistem ou pioram com o tempo. O crescimento populacional é baixo nos países industrializados e alto nos países em desenvolvimento. Uma baixa prioridade internacional para tratar de questões ambientais leva a uma forte degradação ambiental em algumas regiões".

### SSP4: Desigualdade (Um caminho dividido)
"Investimentos altamente desiguais em capital humano, combinados com o aumento das disparidades em oportunidades econômicas e poder político, levam ao aumento das desigualdades e da estratificação entre os países e dentro deles. Com o passar do tempo, aumenta a lacuna entre uma sociedade conectada internacionalmente que contribui para os setores de conhecimento e capital intensivo da economia global e um conjunto fragmentado de sociedades de baixa renda e baixa escolaridade que trabalham em uma economia de baixa tecnologia e mão de obra intensiva. A coesão social se degrada e os conflitos e distúrbios se tornam cada vez mais comuns. O desenvolvimento tecnológico é alto na economia e nos setores de alta tecnologia. O setor de energia conectado globalmente se diversifica, com investimentos em combustíveis com uso intensivo de carbono, como carvão e petróleo não convencional, mas também em fontes de energia com baixo teor de carbono. As políticas ambientais concentram-se em questões locais em áreas de renda média e alta".

### SSP5: Desenvolvimento movido a combustíveis fósseis (Pegando a estrada)
"Este mundo acredita cada vez mais em mercados competitivos, inovação e sociedades participativas para produzir um rápido progresso tecnológico e desenvolvimento do capital humano como o caminho para o desenvolvimento sustentável. Os mercados globais estão cada vez mais integrados. Também há fortes investimentos em saúde, educação e instituições para aprimorar o capital humano e social. Ao mesmo tempo, o impulso para o desenvolvimento econômico e social está associado à exploração de recursos abundantes de combustíveis fósseis e à adoção de estilos de vida com uso intensivo de recursos e energia em todo o mundo. Todos esses fatores levam ao rápido crescimento da economia global, enquanto a população global atinge seu pico e diminui no século XXI. Problemas ambientais locais, como a poluição do ar, são gerenciados com sucesso. Há fé na capacidade de gerenciar com eficácia os sistemas sociais e ecológicos, inclusive por meio da geoengenharia, se necessário".

## Projeções de temperatura das SSPs do Sexto Relatório de Avaliação do IPCC
O Sexto Relatório de Avaliação do IPCC avaliou os resultados projetados de temperatura de um conjunto de cinco cenários que se baseiam na estrutura dos SSPs. Os nomes desses cenários consistem no SSP no qual se baseiam (SSP1-SSP5), combinado com o nível esperado de forçamento radiativo no ano de 2100 (1,9 a 8,5 W/m²). Isso resulta em nomes de cenários SSPx-y.z, conforme listado abaixo.
| SSP      | Cenário | Aquecimento estimado (2041–2060) | Aquecimento estimado (2081–2100) | Variação muito provável em °C (2081–2100) |
| -------- | --- | -------------------------------- | -------------------------------- | ----------------------------------------- |
| SSP1-1.9 | emissões de GEE muito baixas: Redução das emissões de CO2 para zero líquido por volta de 2050                                                    | 1,6 °C                           | 1,4 °C                           | 1,0 – 1,8                                 |
| SSP1-2.6 | baixas emissões de GEE: Redução das emissões de CO2 para zero líquido por volta de 2075                                                          | 1,7 °C                           | 1,8 °C                           | 1,3 – 2,4                                 |
| SSP2-4.5 | emissões intermediárias de GEE: Emissões de CO2 em torno dos níveis atuais até 2050, depois diminuindo, mas não chegando a zero líquido até 2100 | 2,0 °C                           | 2,7 °C                           | 2,1 – 3,5                                 |
| SSP3-7.0 | altas emissões de GEE: Emissões de CO2 dobram até 2100                                                                                           | 2,1 °C                           | 3,6 °C                           | 2,8 – 4,6                                 |
| SSP5-8.5 | emissões de GEE muito altas: As emissões de CO2 triplicam até 2075                                                                               | 2,4 °C                           | 4,4 °C                           | 3,3 – 5,7                                 |

O sexto relatório do IPCC não estimou as probabilidades dos cenários:12 mas um comentário de 2020 descreveu o SSP5-8.5 como altamente improvável, a SSP3-7.0 como improvável e o SSP2-4.5 como provável.
No entanto, um relatório que cita o comentário acima mostra que o RCP8.5 é a melhor correspondência para as emissões cumulativas de 2005 a 2020. A função do SSP4 está faltando nessa tabela.